# Elijah McCoy
Elijah McCoy (né le 2 mai 1844 à Colchester (en) au Sud-ouest de l'Ontario - mort le 10 octobre 1929 à Détroit au Michigan) est un inventeur afro-canadien titulaire de 57 brevets déposés aux États-Unis. La plupart de ses inventions concernent la lubrification de pièces de moteurs à vapeur.

## Biographie
Elijah McCoy, est le fils de George et d'Emillia Mildred, Goins, McCoy.

## Hommages
- 2001 : cérémonie d'entrée au musée consacré aux inventeurs, le National Inventors Hall of Fame situé à Akron, Ohio[2]